# Узбекова Дінара Галієвна
Дінара Галієвна Узбекова (22 серпня 1933, Татарстан — 13 жовтня 2020) — татарська російська фармакологиня. Доктор медичних наук, професор (1985), завідувала кафедрами в РязДМУ. Заслужений працівник вищої школи РФ (2012).
Закінчила з відзнакою лікувальний факультет Рязанського медичного інституту ім. акад. І. П. Павлова (1957).
З 1959 року асистент кафедри фармакології в альма-матер, а з 1968 року — доцент. У 1974 році захистила докторську дисертацію. У 1978—1983 рр. завідувала Центральною науково-дослідною лабораторією інституту. З 1983 р. завідувач кафедри клінічної фармакології, з 1993 р. професор кафедри фармакології, з 2008 р. її завідувач, а з 2010 р. знову професор. Входить до складу діссовета при університеті.
Голова Рязанського відділення Всеросійського товариства фармакологів, член правління Рязанського «Суспільства апітерапевтів».
Біограф Миколи Павловича Кравкова, також займається краєзнавством.